# Terem Moffi
Terem Moffi (25 mei 1999) is een Nigeriaans voetballer die als aanvaller voor OGC Nice speelt.

## Clubcarrière

### Academies
Moffi begon zijn carrière in een voetbalacademie in zijn thuisstad Calabar, dicht bij de grens met Kameroen. Later stapte hij over naar een voetbalacademie, de Clique Sports Academy, in Lagos. Via de zaakwaarnemer van Alex Iwobi, wiens vader nog met die van hem had gevoetbald, belandde hij uiteindelijk in de Buckswood Football Academy in Engeland. In 2017 kreeg hij een test aangeboden bij de Belgische eersteklasser Sint-Truidense VV, maar vanwege visumproblemen raakte hij daar nooit. Toen een van de coaches van die academie later aan de slag ging in Litouwen, volgde Moffi hem naar daar.

### Litouwen
Moffi maakte in 2017 zijn debuut op het hoogste niveau bij de Litouwse eersteklasser FK Kauno Žalgiris. In acht competitiewedstrijden scoorde hij er eenmaal. Nadat hij vervolgens in Frankrijk nergens een contract kon versieren en ook in Engeland in de problemen raakte met zijn visum, keerde hij noodgedwongen terug naar Nigeria.
Na meer dan een jaar zonder club gezeten te hebben tekende hij in februari 2019 bij FK Riteriai, een andere Litouwse club, waar hij in zijn debuutseizoen meteen goed was voor twintig doelpunten. Hij hielp zijn club zo mee aan een derde plaats in de A lyga.

### KV Kortrijk
In december 2019 kwam Moffi op de radar van Lommel SK terecht. Doordat journalist Sven Claes de transfer voortijdig uitlekte, ketste de deal af. Hij testte ook bij Royal Excel Moeskroen, maar kreeg er geen contract. Uiteindelijk maakte hij in januari 2020 maakte Moffi de overstap naar de Belgische eersteklasser KV Kortrijk. Daar stond zijn teller na drie competitiewedstrijden al op twee doelpunten, nadat hij scoorde tegen Club Brugge en Standard Luik. Zijn eerste halve seizoen bij Kortrijk, dat vervroegd werd stopgezet vanwege de coronapandemie, klokte Moffi af op vier doelpunten in negen wedstrijden in alle competities. Het leverde hem in de zomer van 2020 interesse op van onder andere RSC Anderlecht, Galatasaray SK, Rangers FC, Stade Brestois en AS Saint-Étienne.
Moffi begon het seizoen 2020/21 bij KV Kortrijk. Op de tweede speeldag opende hij tegen AA Gent zijn rekening van het seizoen. Het bleek ook meteen zijn afscheidswedstrijd voor Kortrijk, want op 20 september 2020 werd bekend dat de aanvaller KV Kortrijk verliet voor de Franse eersteklasser FC Lorient. Met een transferprijs van 8 miljoen euro plus bonussen – inclusief een doorverkooppercentage van 20 procent – werd hij de duurste uitgaande transfer van de club.

### FC Lorient

#### 2020/21
Op 1 oktober 2020 werd de transfer van Moffi naar Lorient officieel aangekondigd. Bij zijn officiële debuut voor de club, op 17 oktober 2020 in de competitiewedstrijd tegen Stade de Reims, was hij meteen goed voor een doelpunt. In diezelfde wedstrijd had hij ook al een strafschop afgedwongen, die vervolgens werd omgezet door Yoane Wissa. Na zijn debuutwedstrijd bleef Moffi negen wedstrijden op rij droog, om vervolgens vijf wedstrijden op rij te scoren (tegen OGC Nice, AS Monaco, Girondins de Bordeaux, Dijon FCO en Paris Saint-Germain). Zijn doelpunt in de blessuretijd tegen Paris Saint-Germain leverde Lorient een late zege op tegen de Parijzenaars. Moffi werd zo de eerste Lorient-speler ooit die vijf wedstrijden op rij kon scoren in de Ligue 1.
Op de 25e speeldag scoorde hij tegen AS Monaco zijn eerste tweeklapper van het seizoen. Nadien volgden zeven wedstrijden zonder goals, maar vervolgens bouwde Moffi zijn doelpuntenproductie weer op: één goal tegen RC Lens op de 32e speeldag, twee goals tegen Olympique Marseille op de 33e speeldag en een hattrick tegen Bordeaux op de 34e speeldag. Na 28 competitiewedstrijden stond zijn teller zo op 14 competitiegoals. Moffi eindigde het seizoen als clubtopschutter en droeg zo een aardig steentje bij tot de redding van de club, want Lorient eindigde na 38 speeldagen slechts twee punten boven Nantes FC, dat als achttiende veroordeeld was tot barragewedstrijden.

#### 2021/22
In het seizoen 2021/22 maakte Moffi, die in het tussenseizoen zijn debuut had gemaakt als Nigeriaans international, meteen een goede start door op de tweede speeldag het enige doelpunt te scoren in de 1-0-zege tegen AS Monaco, nadat er eerder een strafschopfout op hem werd gemaakt. Op de vijfde competitiespeeldag had hij dan weer een groot aandeel in de 2-1-zege tegen regerend landskampioen Lille OSC: in de zevende minuut bood hij Armand Laurienté de 1-0 aan, en in de 87e minuut legde hij zelf de 2-1-eindscore vast. Moffi klokte in het seizoen 2021/22 af op acht doelpunten – weliswaar nadat hij tussen september 2021 en januari 2022 zestien officiële wedstrijden op rij droog stond –, waardoor hij voor het tweede seizoen op rij clubtopschutter werd.

#### 2022/23
In het seizoen 2022/23 nam Moffi een uitstekende start: op de vierde competitiespeeldag hielp hij zijn club met twee goals aan een 2-1-zege tegen Clermont Foot, drie dagen later scoorde hij in de 5-2-nederlaag tegen RC Lens opnieuw een tweeklapper. Met zijn vijfde competitiegoal van het seizoen, in de 3-1-zege tegen Olympique Lyon op 7 september 2022, stak hij het trio Rafik Saïfi-Jérémie Aliadière-Benjamin Moukandjo (elk 26 goals) voorbij in de lijst van topschutters aller tijden van FC Lorient in de Ligue 1. De Nigeriaan moest op dat moment enkel Kevin Gameiro (50 goals) voor zich dulden.

## Clubstatistieken
| Seizoen     | Club              | Competitie         | Competitie | Competitie | Competitie | Beker | Beker | Beker | Internationaal | Internationaal | Internationaal | Totaal | Totaal | Totaal |
| Seizoen     | Club              | Competitie         | Wed.       | Dlp.       | Ass.       | Wed.  | Dlp.  | Ass.  | Wed.           | Dlp.           | Ass.           | Wed.   | Dlp.   | Ass.   |
| ----------- | ----------------- | ------------------ | ---------- | ---------- | ---------- | ----- | ----- | ----- | -------------- | -------------- | -------------- | ------ | ------ | ------ |
| 2017        | FK Kauno Žalgiris | A lyga             | 8          | 1          | 0          | 0     | 0     | 0     | —              | —              | —              | 8      | 1      | 0      |
| Club Totaal | Club Totaal       | Club Totaal        | 8          | 1          | 0          | 0     | 0     | 0     | 0              | 0              | 0              | 8      | 1      | 0      |
| 2019        | FK Riteriai       | A lyga             | 29         | 20         | 0          | 0     | 0     | 0     | 2              | 0              | 0              | 31     | 20     | 0      |
| Club Totaal | Club Totaal       | Club Totaal        | 29         | 20         | 0          | 0     | 0     | 0     | 2              | 0              | 0              | 31     | 20     | 0      |
| 2019/20     | KV Kortrijk       | Jupiler Pro League | 7          | 4          | 0          | 2     | 0     | 0     | —              | —              | —              | 9      | 4      | 0      |
| 2020/21     | KV Kortrijk       | Jupiler Pro League | 2          | 1          | 0          | 0     | 0     | 0     | —              | —              | —              | 2      | 1      | 0      |
| Club Totaal | Club Totaal       | Club Totaal        | 9          | 5          | 0          | 2     | 0     | 0     | 0              | 0              | 0              | 11     | 5      | 0      |
| 2020/21     | FC Lorient        | Ligue 1            | 32         | 14         | 3          | 2     | 1     | 0     | —              | —              | —              | 34     | 15     | 3      |
| 2021/22     | FC Lorient        | Ligue 1            | 37         | 8          | 4          | 1     | 0     | 0     | —              | —              | —              | 38     | 8      | 4      |
| 2022/23     | FC Lorient        | Ligue 1            | 18         | 12         | 0          | 0     | 0     | 0     | —              | —              | —              | 18     | 12     | 0      |
| Club Totaal | Club Totaal       | Club Totaal        | 87         | 34         | 7          | 3     | 1     | 0     | 0              | 0              | 0              | 90     | 35     | 7      |
| 2022/23     | → OGC Nice        | Ligue 1            | 8          | 4          | 2          | 0     | 0     | 0     | 3              | 3              | 0              | 11     | 7      | 2      |
| Club Totaal | Club Totaal       | Club Totaal        | 8          | 4          | 2          | 0     | 0     | 0     | 3              | 3              | 0              | 11     | 7      | 2      |
| TOTAAL      | TOTAAL            | TOTAAL             | 141        | 64         | 9          | 5     | 1     | 0     | 5              | 3              | 0              | 151    | 68     | 9      |

Bijgewerkt op 11 september 2022.

## Interlandcarrière
Moffi maakte op 4 juni 2021 zijn interlanddebuut voor Nigeria: in de vriendschappelijke interland tegen Kameroen (0-1-verlies) mocht hij van bondscoach Gernot Rohr in de 66e minuut invallen voor Paul Onuachu. Op 13 juni 2022 opende hij zijn doelpuntenrekening voor Nigeria: in de 0-10-zege tegen Sao Tomé en Principe scoorde hij tweemaal.
| Interlands van Terem Moffi | Interlands van Terem Moffi | Interlands van Terem Moffi     | Interlands van Terem Moffi | Interlands van Terem Moffi   | Interlands van Terem Moffi | Interlands van Terem Moffi |
| No.                        | Datum                      | Wedstrijd                      | Uitslag                    | Soort Wedstrijd              | Doelpunten                 |                            |
| Als speler bij FC Lorient  | Als speler bij FC Lorient  | Als speler bij FC Lorient      | Als speler bij FC Lorient  | Als speler bij FC Lorient    | Als speler bij FC Lorient  | Als speler bij FC Lorient  |
| -------------------------- | -------------------------- | ------------------------------ | -------------------------- | ---------------------------- | -------------------------- | -------------------------- |
| 1.                         | 4 juni 2021                | Nigeria – Kameroen             | 0 – 1                      | Vriendschappelijk            | -                          |                            |
| 2.                         | 8 juni 2021                | Kameroen – Nigeria             | 0 – 0                      | Vriendschappelijk            | -                          |                            |
| 3.                         | 7 september 2021           | Kaapverdië – Nigeria           | 1 – 2                      | Kwalificatie WK 2022         | -                          |                            |
| 4.                         | 29 mei 2022                | Mexico – Nigeria               | 2 – 1                      | Vriendschappelijk            | -                          |                            |
| 5.                         | 3 juni 2022                | Ecuador – Nigeria              | 1 – 0                      | Vriendschappelijk            | -                          |                            |
| 6.                         | 9 juni 2022                | Nigeria – Sierra Leone         | 2 – 1                      | Kwalificatie Afrika Cup 2023 | -                          |                            |
| 7.                         | 13 juni 2022               | Sao Tomé en Principe – Nigeria | 0 – 10                     | Kwalificatie Afrika Cup 2023 | 43' 60'                    |                            |
| Totaal                     | Totaal                     | Totaal                         | Totaal                     | Totaal                       | 2                          |                            |

Bijgewerkt tot 11 september 2022